# Russie au Concours Eurovision de la chanson junior
La Russie participe au Concours Eurovision de la chanson junior depuis 2005.

## Résultats
Le pays a remporté à deux reprises le concours, en 2006 et en 2017. 
Leur première victoire est avec le titre Vesenniy Dhaz, interprété par les jumelles Maria et Anastasiya Tolmachevy. Par la suite, ces dernières sont sélectionnées afin de représenter la Russie au Concours Eurovision de la chanson 2014, devenant ainsi les premières gagnantes de l’Eurovision Junior à concourir dans la version adulte. En finale, elles se classent à la septième place. En 2017, le pays obtient sa seconde victoire avec le titre Krylya, interprété par Polina Bogusevich.

## Pays hôte
Malgré ses deux victoires, le pays n'a jamais accueilli le concours junior.

## Faits remarquables
La Russie est le seul pays à avoir fait appel à d'anciens participants (obtenant ainsi des dérogations) afin de la représenter dans un autre concours junior. 
En 2011, le premier retour d'un ex-participant a eu lieu avec Ekaterina Ryabova qui avait représenté la Russie au concours junior de 2009 - elle a fait une moins bonne prestation, réalisant une 4ème place alors qu'elle avait fini 2ème à sa première participation. En 2012, c'est Lerika qui participe pour la Russie, elle avait déjà participé l'année précédente avec la Moldavie - et avait fini 5ème - et finit à la 4ème position du concours avec 88 points derrière l'Ukraine, la Géorgie et l'Arménie. Enfin, en 2021, la jeune Tanya Mezhentseva, 11 ans, fait son retour après avoir participé deux ans plus tôt en duo ; elle améliore d'ailleurs ce résultat en passant d'une 13ème à une 7ème place.

## Représentants
| 2005                 | Vladislav Krutskikh                  | Doroga k solntsu (Дорога к солнцу)       | Russe                    | Route vers le soleil | 09 | 66  |
| 2006                 | Sisters Tolmachevy                   | Vesenniy jazz (Весенний джаз)            | Russe                    | Jazz de printemps    | 01 | 154 |
| 2007                 | Alexandra Golovchenko                | Otlichnitsa (Отличница)                  | Russe                    | Bon élève            | 06 | 105 |
| 2008                 | Mikhail Puntov                       | Spit angel (Спит ангел)                  | Russe                    | L'ange dort          | 07 | 73  |
| 2009                 | Ekaterina Ryabova                    | Malenky Prints (Маленький принц)         | Russe                    | Le petit prince      | 02 | 116 |
| 2010                 | Liza Drozd & Sasha Lazin             | Boy and girl                             | Russe, anglais           | Garçon et fille      | 02 | 119 |
| 2011                 | Ekaterina Ryabova                    | Romeo and Juliet (Как Ромео и Джульетта) | Russe                    | Roméo et Juliette    | 04 | 99  |
| 2012                 | Lerika                               | Sensation (Сенсация)                     | Russe, anglais           | Sensation            | 04 | 88  |
| 2013                 | Dayana Kirillova                     | Dream on (Мечтай)                        | Russe                    | Rêver                | 04 | 106 |
| 2014                 | Alisa Kozhikina                      | Dreamer                                  | Russe, anglais           | Rêveur               | 05 | 96  |
| 2015                 | Mikhail Smirnov                      | Mechta - Dream (Мечта)                   | Russe, anglais           | Rêve                 | 06 | 80  |
| 2016                 | The Water of Life Project            | Water of Life                            | Russe, anglais           | L'eau de la vie      | 04 | 202 |
| 2017                 | Polina Bogusevich                    | Wings (Крылья)                           | Russe, anglais           | Ailes                | 01 | 188 |
| 2018                 | Anna Filipchuk                       | Unbreakable (непобедимый)                | Russe, anglais           | Incassable           | 10 | 122 |
| 2019                 | Tanya Mezhentseva & Denberel Oorzhak | A Time for Us (Время для нас)            | Russe, anglais           | Un temps pour nous   | 13 | 72  |
| 2020                 | Sofia Feskova                        | My New Day (мой новый день)              | Russe, anglais           | Mon nouveau jour     | 10 | 88  |
| 2021                 | Tanya Mezhentseva                    | Mon Ami                                  | Russe, anglais, français | -                    | 07 | 124 |
| Retrait depuis 2022. |                                      |                                          |                          |                      |    |     |

- Première place
- Deuxième place
- Troisième place
- Dernière place

## Galerie

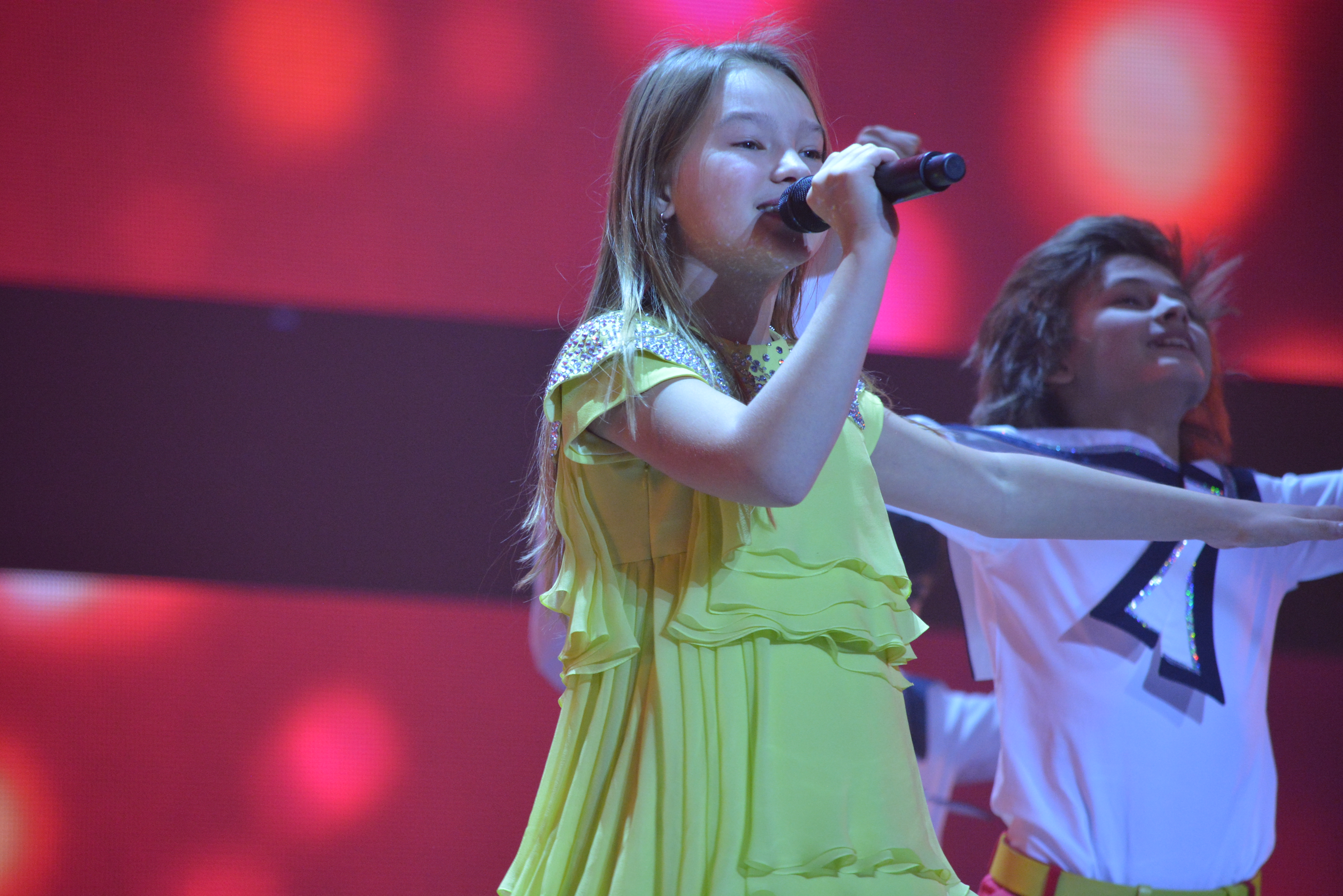
Dayana Kirillova à Kiev (2013)
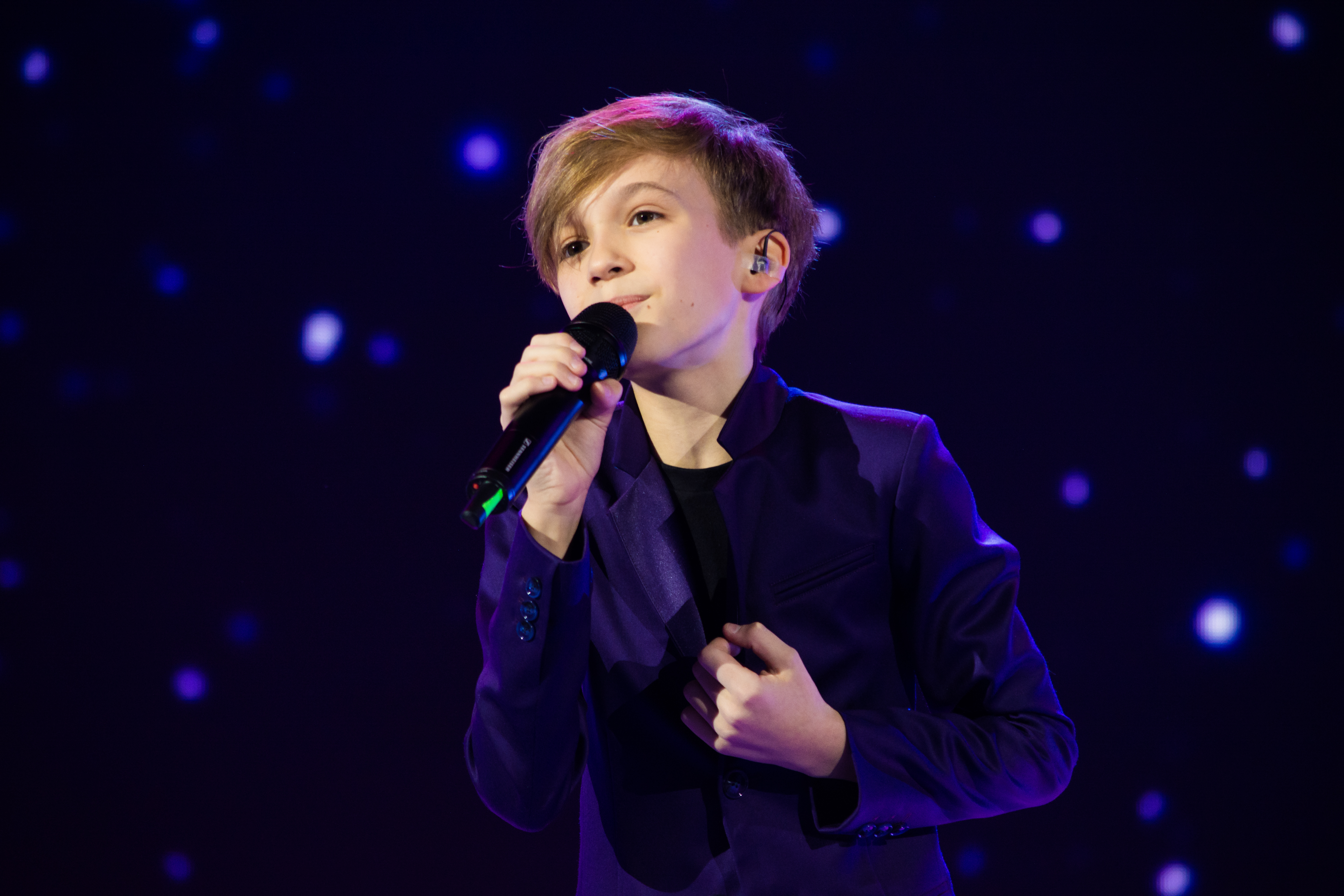
Mikhail Smirnov à Sofia (2015)
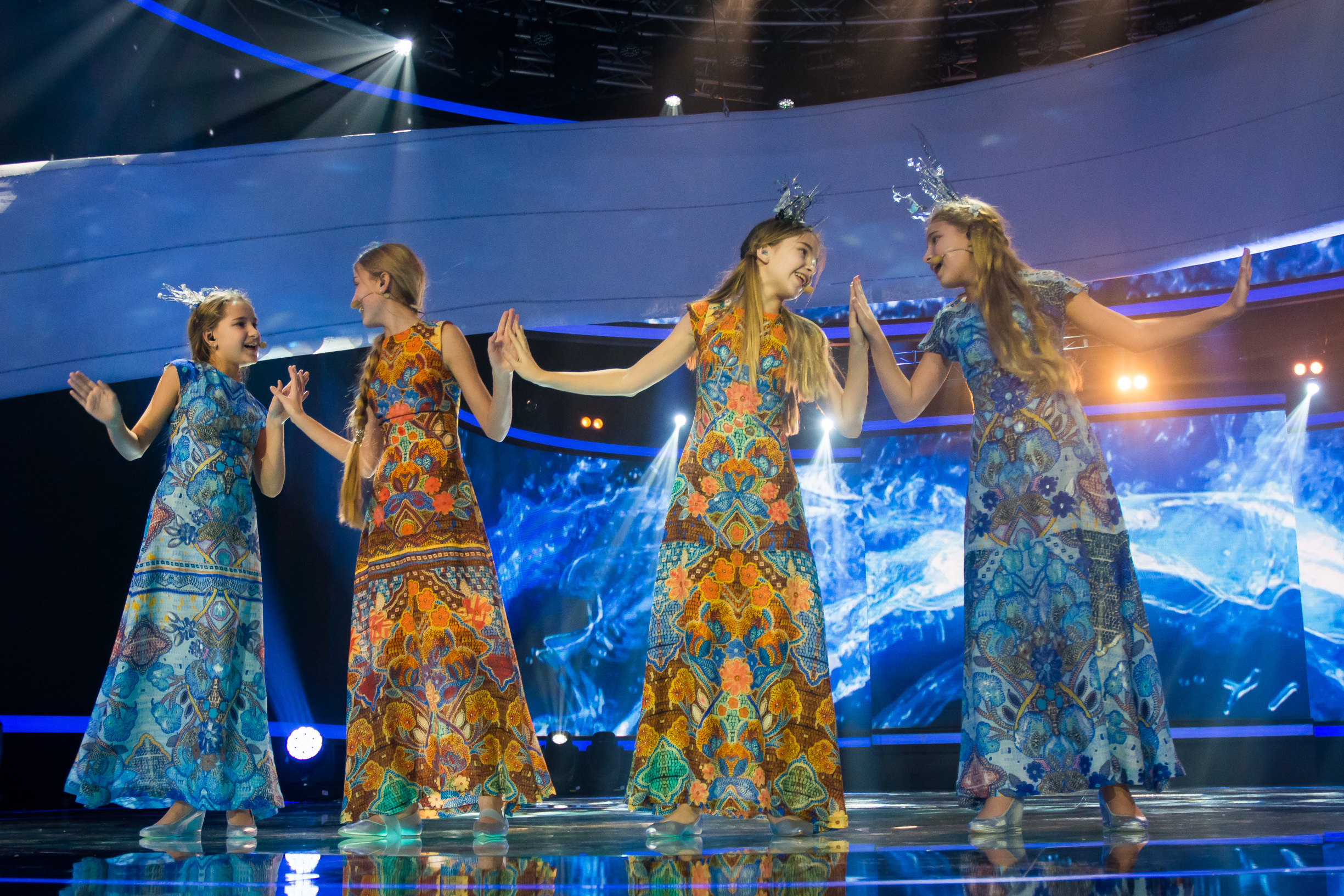
Water of life project à La Valette (2016)
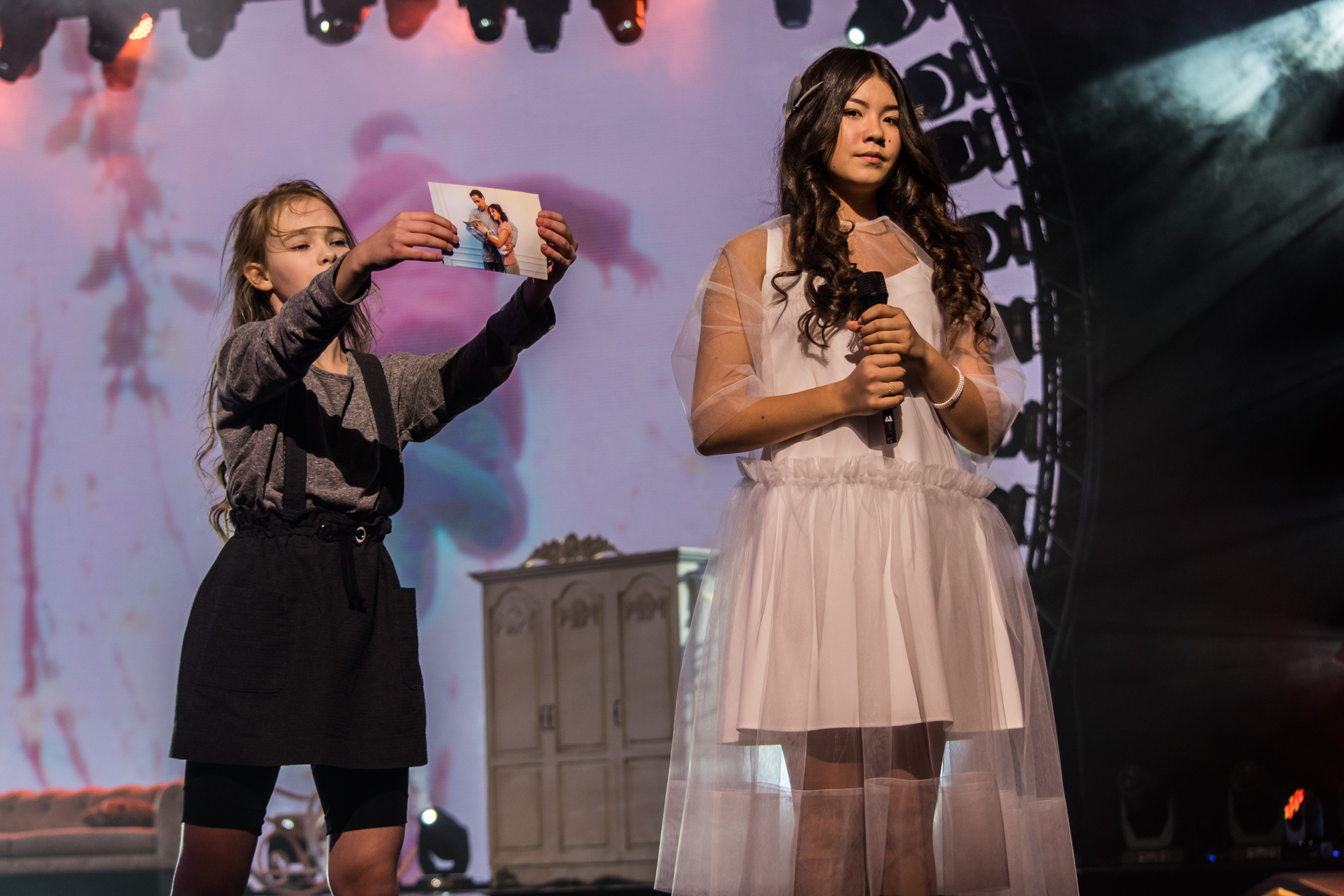
Polina Bogusevich à Tbilissi (2017)
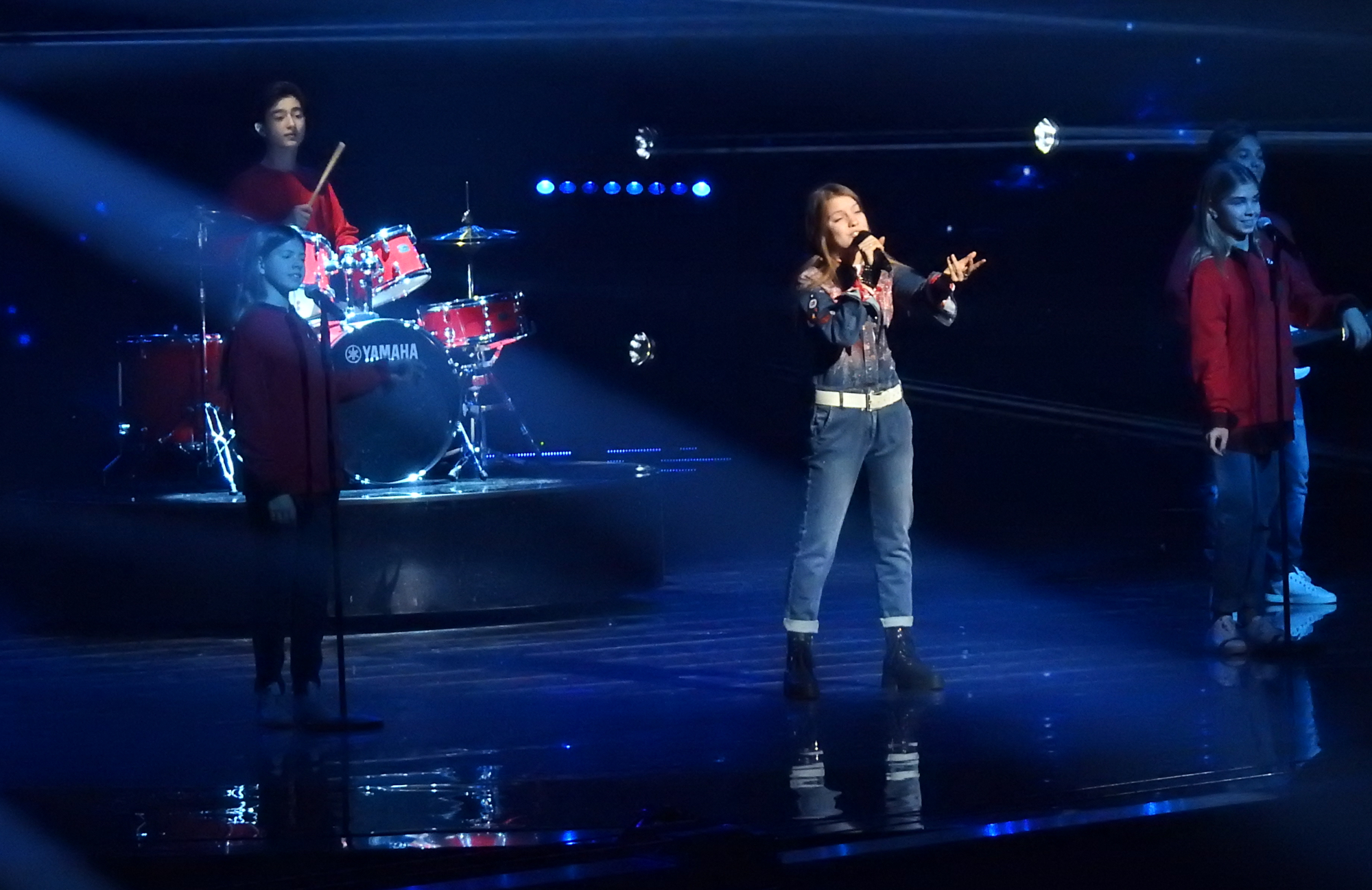
Anna Filipchuk à Minsk (2018)